# Euchlaena galbinaria
Euchlaena galbinaria är en fjärilsart som beskrevs av George Duryea Hulst 1896. Euchlaena galbinaria ingår i släktet Euchlaena och familjen mätare. Inga underarter finns listade i Catalogue of Life.